# Грб Нижегородске области
Грб Нижегородске области је званични симбол једног од субјеката Руске федерације са статусом области — Нижегородске области. Грб је званично усвојен 10. септембра 1996. године.

## Опис грба
Грб Нижегородске области има у основи изгледе историјског грба Нижегородске губерније.
Грб се налази на хералдичком француском штиту, чије је поље у сребрној боји, а на коме је представљена слика пролазећег јелена у тамно црвеној боји. Рогови јелена имају по шест шиљака у врху и црне су боје, као и копита. 
Грб је на врху крунисан историјском руском царском круном, са доминантном црвеном и златном бојом и уоквирен златним храстовим лишћем повезаним лентом (траком) Светог Андрије.